# Восток (кинотеатр, Переславль-Залесский)
«Восто́к» — заброшенный кинотеатр в городе Переславле-Залесском, на улице Свободы, дом 46.

## История
Кинотеатр «Восток» был учреждён 23 февраля 1976 года
и открылся для посетителей в 1977 году.
Директором кинотеатра работала Ирина Борисовна Радек, киномеханиками были В. Л. Марков и Виктор Михайлович Бабанов.

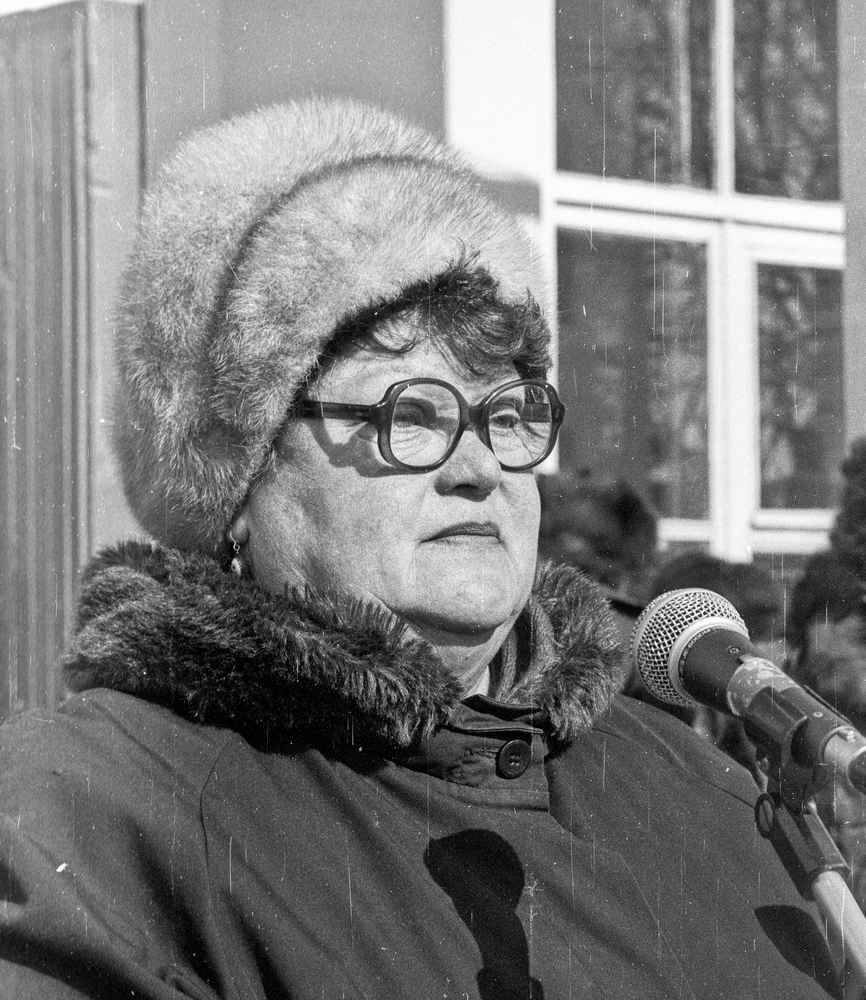
Директором кинотеатра работала И. Б. Радек

Кинотеатр работал с 11 часов утра до позднего вечера, пропуская за день до 2700 зрителей. Привозя новые кинофильмы, работники «Востока» рассылали приглашения по городским предприятиям и учреждениям, собирая горожан на коллективные просмотры.
О расписании работы, о содержании фильмов можно было узнать по телефонному автоответчику и по газетным афишам. Лекторы общества «Знание» делали короткие лекции перед киносеансами.
Регулярно работал кинолекторий, где выступали артисты кино и театров.

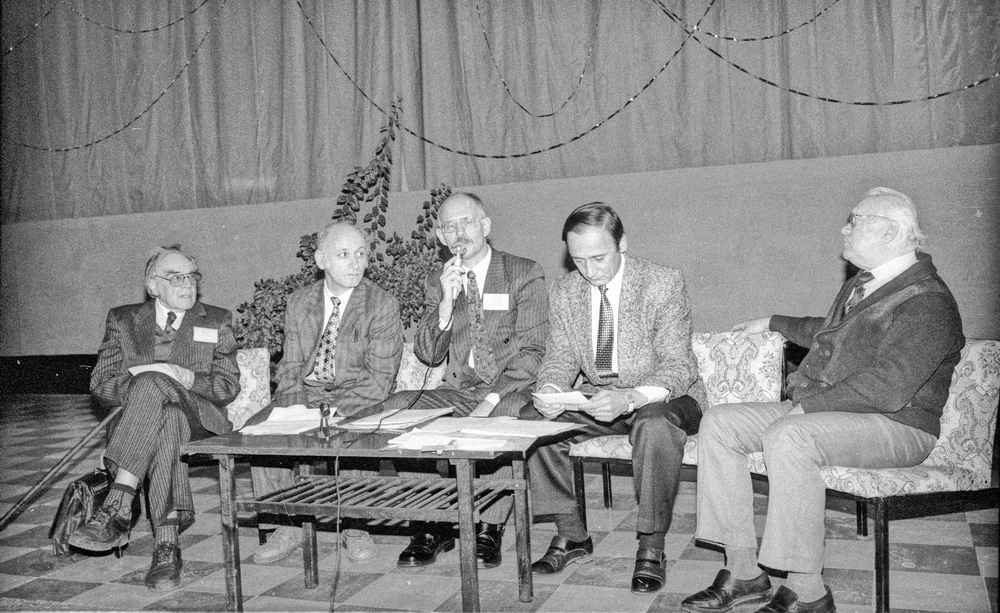
Президиум конференции «Малые города России» в Молодёжном центре в кинотеатре «Восток».

В годы Перестройки кинотеатр изменил организационную форму и 19 февраля 1992 года превратился в муниципальное предприятие Кинозрелищный центр «Восток». В таком виде он работал пять лет.
24 марта 1997 года в кинотеатре открылся муниципальный «Молодёжный центр»,
директором которого стала Эльвира Рудольфовна Сабурова. Здесь молодые переславцы встречались с интересными людьми — спортсменами, врачами, деятелями культуры и искусства, городскими депутатами. Работали школы юных экологов и юнкоров, театр-студия «Авангард», клуб авторской песни, кукольный театр и театр молодёжной моды, мастерская по изготовлению декораций и кукол.
16—17 октября 1998 года здесь прошла научная конференция «Малые города России», организованная Университетом города Переславля и Российским государственным гуманитарным университетом. В ней приняли участие член-корреспондент РААСН Иван Борисович Пуришев и академик РАО Сигурд Оттович Шмидт.
В 2006 году здание кинотеатра очень дёшево купил московский предприниматель Василий Фёдорович Драчук. За землю и здание он заплатил 8 миллионов рублей. В Переславле ему принадлежат ресторан «Золотое кольцо», туристический центр и несколько кафе.
По условиям продажи, в течение первых пяти лет нельзя было менять целевое назначение «Востока». Этим обременением и вызвана такая низкая цена крупного здания в людном месте на одной из ключевых улиц Переславля. Именно поэтому предприниматель не стал заново открывать кинотеатр, а решил дожидаться окончания этого срока.
По мнению городских журналистов, на месте кинотеатра со временем откроется ресторан с сауной.